# Neorromantismo

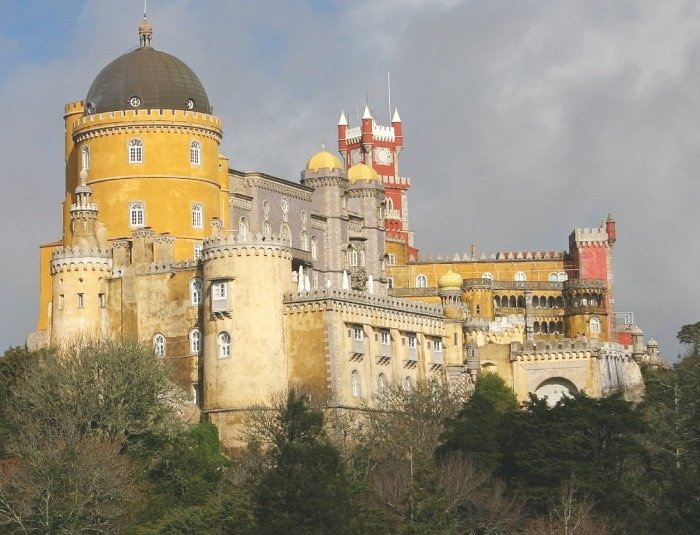
Palácio da Pena em Sintra, Portugal um dos pontos de referência para a arquitetura Neorromântica

O termo neorromantismo é utilizado para definir uma variedade de movimentos na filosofia, literatura, música, pintura e arquitetura, assim como movimentos sociais que existem depois e incorporam elementos da era do Romantismo. Tem sido usado como referência a compositores do final do século XIX e começo do século XX, tal como Richard Wagner particularmente por Carl Dahlhaus que descreve como "um florescimento tardio do romantismo numa época positivista". Ele considera como um sinônimo de "a era de Wagner, em cerca de 1850 até 1890—o começo da era do modernismo, cujos primeiros representantes eram Richard Strauss e Gustav Mahler, sendo aplicado também a compositores contemporâneos que rejeitaram ou abandonaram o uso de técnicas do modernismo avant-garde.

## Reino Unido

### 1880 - 1910
- Gerard Manley Hopkins
- Lewis Carroll
- John Ruskin
- Edward Elgar
- Vaughan Williams
- Movimento estético
- Arts & Crafts
- William Morris News from Nowhere
- Simbolismo
- W.B. Yeats
- Rudyard Kipling Puck of Pook's Hill[1]
- Alfred Edward Housman[2]
- Neogótico
- Pictorialismo

## Europa
- Simbolismo (pan-Europeu)
- Odysseus Elytis (Grécia)
- Bernard Faucon (França)
- Balthus (França/Suíça)
- Sigurdur Nordal (Islândia)
- Vicente Aleixandre (Espanha)
- Agustina Bessa-Luís (Portugal)
- Anton Bruckner (Áustria)
- Iris van Dongen (Holanda)
- Wandervogel (Alemanha)
- Arthur Schopenhauer (Alemanha)

## Polónia
- Polônia Jovem
- Stanislaw Przybyszewski

## Rússia
- Eugene Berman
- Pavel Tchelitchew

## Estados Unidos da América
- Walt Whitman
- Imagists
- Maxfield Parrish
- Allen Ginsberg
- The beat generation
- Minor White
- Joseph Cornell
- John Crowley
- Guy Davenport
- Justine Kurland
- Jeffrey Blondes
- Hakim Bey - Zona Autônoma Temporária[3]

## Neorromantismo como movimento musical
- A Flock Of Seagulls
- ABC
- Adam and The Ants
- Après Demain
- Blancmange
- Classix Nouveaux
- Culture Club
- Duran Duran
- Eurythmics
- The Flowers Of Romance
- Human League
- Japan
- Kajagoogoo
- Lime
- Modern English
- Naked Eyes
- Orchestral Manoeuvres In The Dark
- Organ
- Payolas
- Simple Minds
- Soft Cell
- Spandau Ballet
- Spoons
- Strange Advance
- Talk Talk
- Tears For Fears
- Ultravox
- Vennaskond
- Visage